# ناوكو واتانابي
ناوكو واتانابي (باليابانية: 渡辺菜生子؛ بالكانا: わたなべ なおこ) هي مؤدية صوت يابانية، ولدت في 22 نوفمبر 1959 في سوغينامي في اليابان.

## وصلات خارجية
- ناوكو واتانابي على موقع IMDb (الإنجليزية)
- ناوكو واتانابي على موقع ميوزك برينز (الإنجليزية)
- ناوكو واتانابي على موقع ميوزك برينز (الإنجليزية)
- ناوكو واتانابي على موقع قاعدة بيانات الفيلم (الإنجليزية)
- ناوكو واتانابي على موقع كينوبويسك (الروسية)
- ناوكو واتانابي على موقع ANN person (الإنجليزية)